# Stauseen in der Ukraine
Stauseen in der Ukraine dienen vorrangig der Stromerzeugung durch Wasserkraft, sie dienen aber auch als Ausflugsziele, Trink- und Brauchwasserreservoirs. Die Kraftwerke werden gemeinsam betrieben und sind unter dem Begriff „Gidro-Elektro-Stancija“ bekannt. 1925 wurde in Saporischschja durch den GOELRO-Plan mit dem Bau der Staudämme begonnen. Der GOELRO-Plan wurde 1920 verabschiedet und legte so die langfristigen Stromversorgungspläne ursprünglich für Sowjet-Russland, später UdSSR, und damit auch für die Ukrainische SSR fest.

## Stauseen am Dnepr

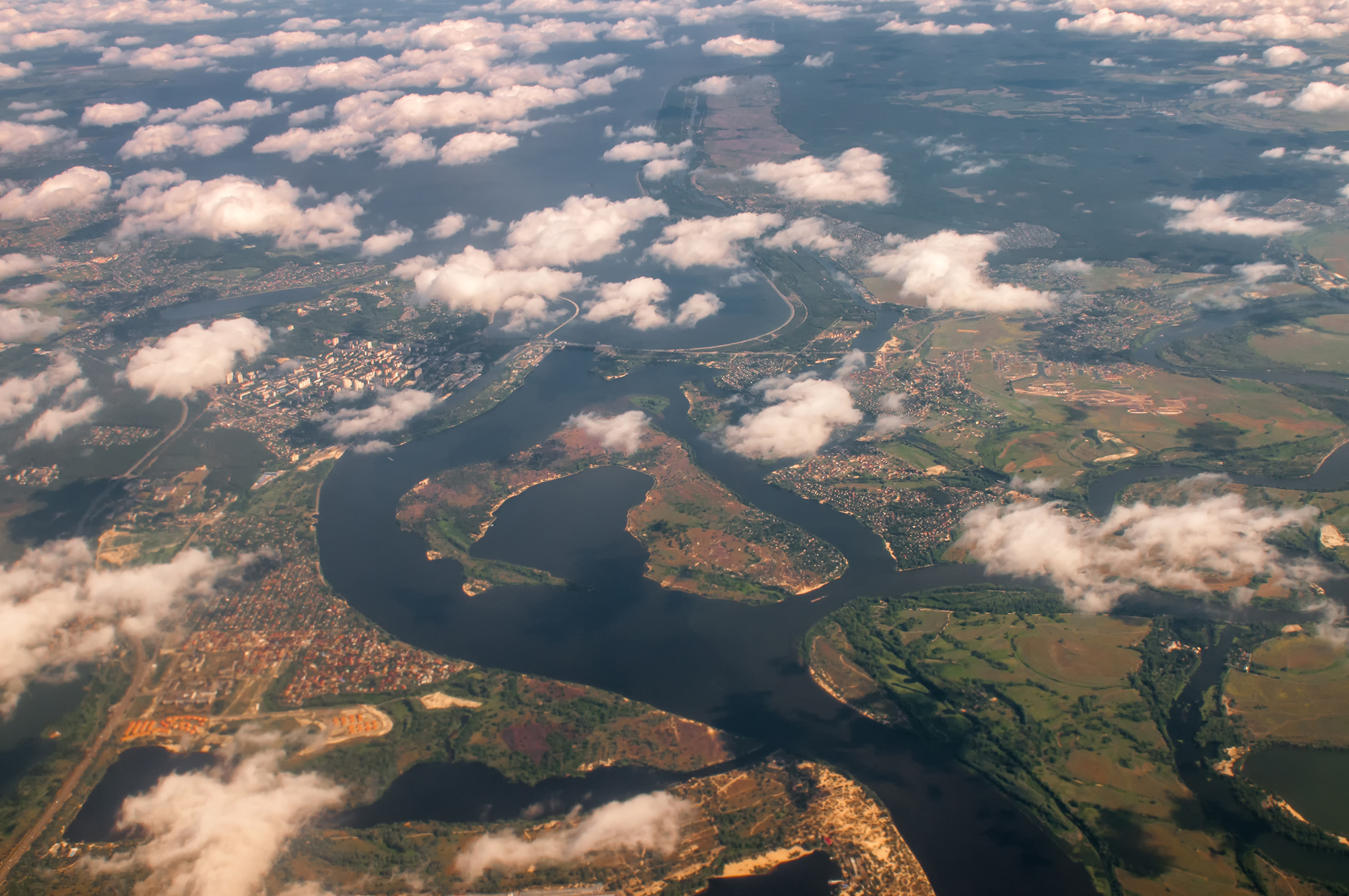
Kiewer Stausee

Der Dnepr ist der größte Fluss des Landes und verbindet die wichtigsten Stauseen der Ukraine. Am Dnepr befinden sich sechs der größten Stauseen.
Flussabwärts sind dies:
- Kiewer Stausee (922 km² 3,73 km³)
- Kaniwer Stausee (582 km², 2,62 km³)
- Krementschuker Stausee (2.252 km², 13,5 km³)
- Kamjansker Stausee (567 km², 2,45 km³)
- Saporischja-Stausee bzw. Stausee von Saporischja (410 km²)
- Kachowkaer Stausee (2.155 km²; 18,2 km³)

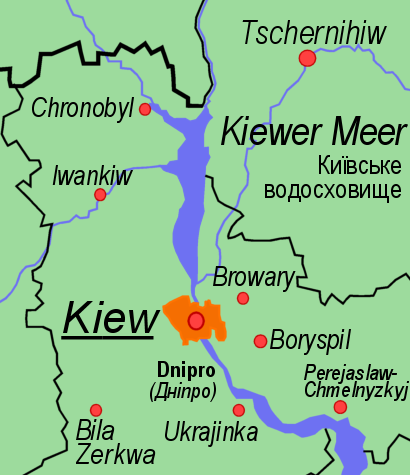
Kiewer Meer (Stausee)
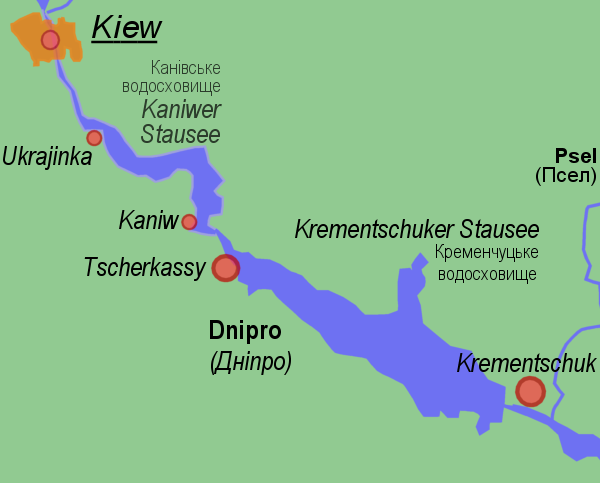
Krementschuker Stausee
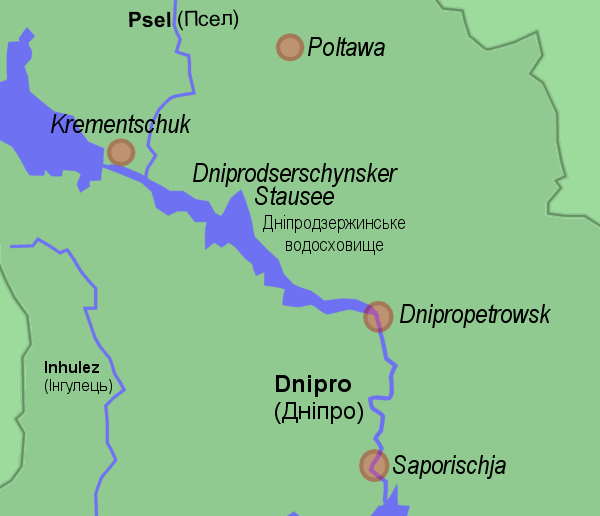
Kamjansker Stausee
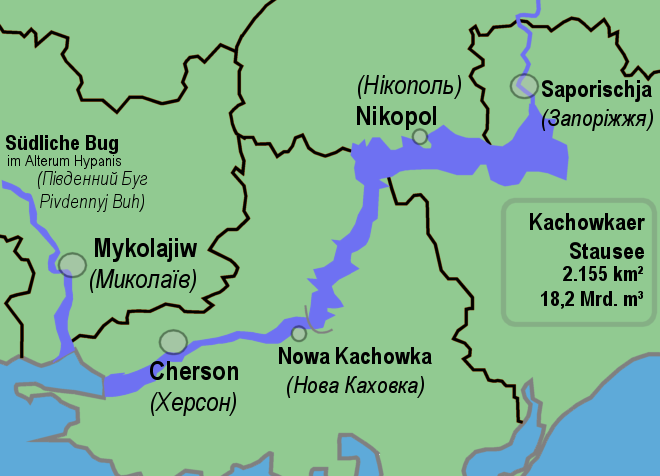
Kachowkaer Stausee

## Stauseen am Südlichen Bug
Der größte der insgesamt 13 Stauseen am Südlichen Bug liegt bei Ladytschyn (Ladytschyner Stausee). Der Damm dieses Sees wurde 1964 fertiggestellt. Er hat eine Fläche von 20,8 km². Sein Volumen beträgt zu Wasserhochstandszeiten ca. 0,15 km³ Wasser. 
Die Fischbestände sind von wirtschaftlicher Bedeutung, dies sind vor allem Hecht und Zander. 
Als Transportweg spielt der Bug auf Grund der Stromschnellen im Mittellauf und des relativ geringen und über das Jahr sehr schwankenden Wasserstandes keine Rolle.

## Stauseen am Siwerskyj Donez
Der Petschenihy-Stausee bei Petschenihy besteht seit 1962. Er dient der Stadt Charkiw als Wasserversorgung. Der in der Oblast Charkiw gelegene See wird durch den Siwerskyj Donez gespeist. Der Petschenihy-Stausee hat eine Fläche von 86,2 km².

## Weitere Stauseen
- Chrystoforiwka-Stausee in der Oblast Dnipropetrowsk, gespeist vom Bokowenka
- Dnister-Stausee
- Stauseen des Dnister-Pumpspeicherkraftwerks
- Iskriwka-Stausee in der Oblast Kirowohrad, gespeist vom Inhulez
- Karatschuniwka-Stausee in der Oblast Dnipropetrowsk, gespeist vom Inhulez
- Ladyschyner Stausee in der Oblast Winnyzja, gespeist vom Südlichen Bug
- Makorty-Stausee in der Oblast Dnipropetrowsk, gespeist von der Saksahan
- Oskilsker Stausee liegt bei Oskil in der Oblast Charkiw und hat eine Größe von 122,6 km². Er wird vom Oskil gespeist.[1]